# الاتفاقية الدولية المتعلقة بالتدخل في أعالي البحار في حالات حوادث تلوث النفط
الاتفاقية الدولية المتعلقة بالتدخل في أعالي البحار في حالات حوادث التلوث النفطي لعام 1969 (التدخل 1969) هي اتفاقية بحرية دولية تؤكد على حق الدولة الساحلية في «اتخاذ التدابير في أعالي البحار التي قد تكون ضرورية لمنع أو تخفيف أو القضاء على الخطر الجسيم والوشيك على سواحلها أو المصالح ذات الصلة من التلوث أو التهديد بتلوث البحر بالنفط، في أعقاب حادث بحري أو أفعال متعلقة بمثل هذه الحادثة».

## التاريخ
إن كارثة توري كانيون عام 1967 عندما تسرب النفط من الناقلة وألحق أضراراً بالغة بالبيئة الساحلية والبحرية والحياة البرية للدولة الساحلية أشارت إلى الحاجة إلى تمكين الدولة الساحلية من اتخاذ التدابير اللازمة لحماية نفسها من حوادث التلوث خارج أراضي هذه الدولة، أي في أعالي البحار. وفي هذا الصدد، كان من الضروري أيضًا حماية المصالح المشروعة لأصحاب السفن وأصحاب البضائع والدول صاحبة العلم ومبدأ حرية أعالي البحار.
تمت صياغة الاتفاقية الجديدة في إطار المنظمة البحرية الدولية وتم اعتمادها في المؤتمر الدولي في بروكسل، بلجيكا في عام 1969 ودخلت حيز التنفيذ في عام 1975. وفي عام 1973، تم اعتماد البروتوكول المتعلق بالتدخل في أعالي البحار في حالات التلوث البحري بمواد غير النفط، مما أدى إلى توسيع نطاق أحكام اتفاقية عام 1969 لتشمل المواد الخطرة الأخرى. وقد تم تعديل قائمة المواد الخطرة التي يغطيها البروتوكول وتوسيعها في الأعوام 1991 و1996 و2002.
اعتبارًا من أكتوبر 2016، بلغ عدد الدول الأطراف في الاتفاقية 89 دولة.

## ملخص الأحكام
تنطبق الاتفاقية على جميع السفن البحرية باستثناء السفن الحربية أو السفن الأخرى المملوكة أو التي تديرها دولة ما وتستخدمها في خدمة حكومية غير تجارية.
أثناء ممارسة الحق في اتخاذ التدابير ”اللازمة لمنع أو تخفيف أو إزالة الخطر الجسيم والوشيك على سواحلها أو مصالحها ذات الصلة“ من التلوث النفطي، تلتزم الدولة الساحلية بما يلي:
- قبل اتخاذ التدابير، يجب التشاور مع الدول المتضررة الأخرى، بما في ذلك دولة العلم، ومالك السفينة، ومالك الشحنة، والخبراء المستقلين من القائمة التي تحتفظ بها المنظمة البحرية الدولية (باستثناء حالات الطوارئ القصوى التي تتطلب اتخاذ التدابير على الفور)؛[2]
- «بذل قصارى جهدها لتجنب أي خطر على حياة الإنسان وتقديم أي مساعدة قد يحتاجها الأشخاص المنكوبون، وفي الحالات المناسبة تسهيل إعادة أطقم  [لغات أخرى]‏ السفن إلى أوطانهم؛»
- إخطار جميع الدول المهتمة وأصحاب السفن والبضائع والمنظمة البحرية الدولية بجميع التدابير المتخذة؛[3]
- التأكد من أن جميع التدابير متناسبة مع الضرر الفعلي أو المهدد؛[4]
- دفع تعويضات بقدر الضرر الناجم عن التدابير التي تتجاوز تلك الضرورية بشكل معقول لتحقيق الغاية.[5]

## للقراءة الإضافية
- إيمانويلي، كلود سي. حق التدخل للدول الساحلية في أعالي البحار في حالات حوادث التلوث. 25 UNBLJ 79 (1976). لقطة.
- دزيدزورنو، ديفيد م. تساميني، ب. مارتن. تعزيز الرقابة الدولية على تلوث النفط من مصادر السفن بموجب اتفاقية قانون البحار لعام 1982: إعادة تقييم. 10 يو. تاس. ل. ريف. 269 (1990–1991)

## وصلات خارجية
- الاتفاقية الدولية المتعلقة بالتدخل في أعالي البحار في حالات حوادث التلوث النفطي لدى الأمم المتحدة
- ملخص مؤتمر التدخل نسخة محفوظة 27 ديسمبر 2011 على موقع واي باك مشين. في المنظمة البحرية الدولية